# Prowincja Cajabamba
Prowincja Cajabamba (hiszp. Provincia de Cajabamba) – jedna z trzynastu prowincji, które tworzą region Cajamarca w Peru.
Od północy graniczy z prowincją San Marcos, od południa i wschodu regionem La Libertad, a od zachodu z prowincją Cajamarca.

## Podział administracyjny
Prowincja Cajabamba dzieli się na 4 dystrykty:
- Cachachi
- Cajabamba
- Condebamba
- Sitacocha